# Kabát
Kabát er en tjekkisk hardrock musikgruppe, bedst kendt internationalt fra Eurovision Song Contest 2007, da de repræsenterede Tjekkiet med sangen "Malá Dáma".

## Biografi

### Eurovision Song Contest
Kabát blev i 2007 den første repræsentant Tjekkiet sendte af sted til konkurrencen nogensinde. Det blev dog ikke nogen køn debut, da gruppen blev placeret allersidst (nummer 28) i semifinalen. 

## Medlemmer
- Josef Vojtek
- Milan Špalek
- Tomáš Krulich
- Ota Váňa
- Radek Hurčík

## Eksterne links
- Kabáts officielle Website
- Kabáts Fanside